# Sebastian Adamczyk
Sebastian Adamczyk (28 de febrero de 1999) es un jugador profesional de voleibol polaco, juego de posición central.